# Герберт, Эдуард, 1-й барон Герберт из Чербери

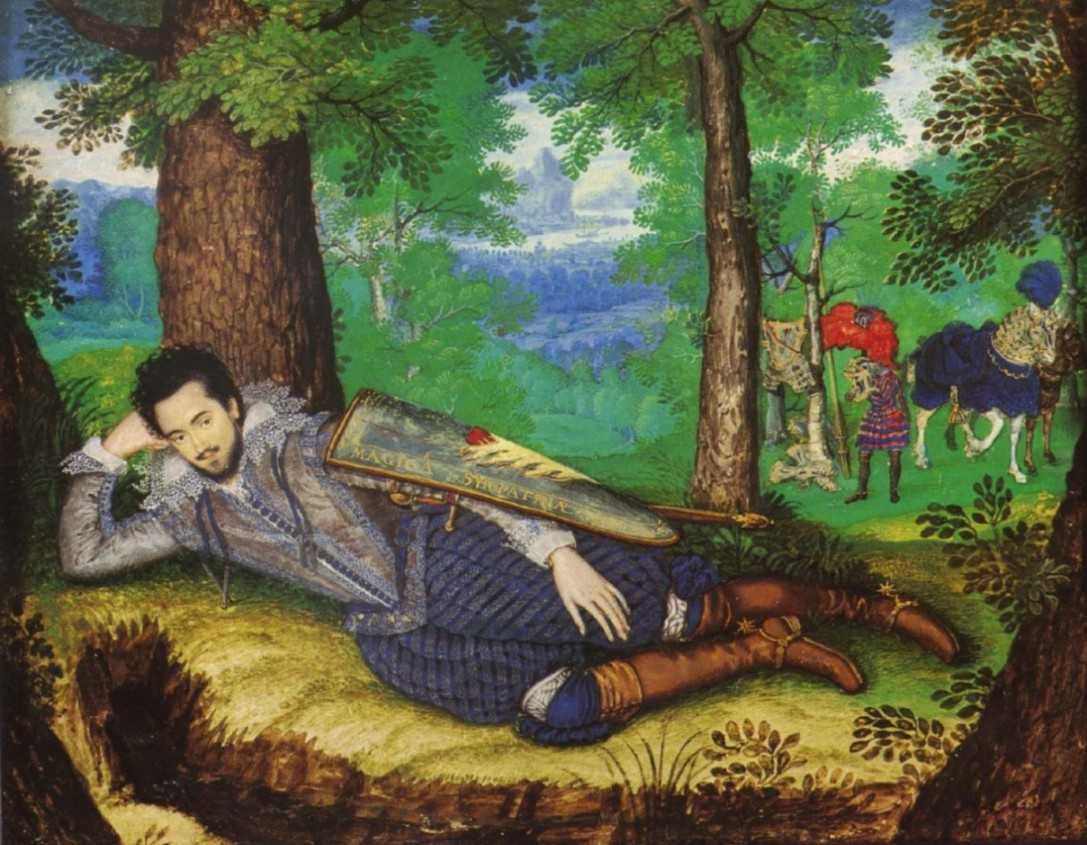
Портрет работы Исаака Оливера, 1613—1614

Эдуард Герберт, первый барон Герберт из Чербери (англ. Edward Herbert, 1st Baron Herbert of Cherbury; 3 марта 1583 — 20 августа 1648) — английский религиозный философ, политический и государственный деятель, старший брат поэта Джорджа Герберта. Основоположник деизма (естественной религии).

## Биография
Он родился в Эйтон-он-Северн недалеко от Роксетера, графство Шропшир. Старший сын Ричарда Герберта, лорда Чербери (1557—1596) из замка Монтгомери (члена боковой ветви семьи графов Пембрук), и Магдалены (1561—1627), дочери Ричарда Ньюпорта (1511—1570). Младший брат — поэт Джордж Герберт.
Он происходил из знатного уэльского семейства, в 1595 году поступил учиться в Университетский Колледж в Оксфорде, в 1599 году женился, после чего удалился в Лондон. После вступления на престол Якова I Эдуард Герберт получил звание Рыцаря ордена Бани. С 1608 до 1618 год он большую часть времени провёл наёмным солдатом на континенте, составляя компанию учёным людям между своими сражениями или поединками.
С 1619 по 1624 год Эдвард Герберт был посланником в Париже. Здесь он написал большую часть своей книги «De veritate» и прочел её Гроцию и теологу Тилению, которые советовали Герберту напечатать его произведение, что он и сделал в 1624 году. А после отзыва в 1624 году в Англию король Яков наградил его званием ирландского пэра, а затем Эдуард Герберт получает и английский титул барона Чербери. В гражданской войне он стал на сторону парламента, тем самым сохранив свою собственность, и умер в Лондоне.

## Учение
В его учении автономия религиозного познания формируется посредством анализа способности религиозного познания. В этом основательном анализе он отверг традиционное номиналистское воззрение о невозможности познания трансцендентных истин и об участии откровения в каждом выходящем за пределы природы познании и попытался доказать, что религиозно-нравственные истины обосновываются разумом: так он примирил неразрешимый для Средневековья спор между fides и ratio и впервые представил разум в его автономном величии.
Чербери признает четыре вида истины: истину предметную, истину явления, истину представления и истину разума, устанавливающую гармонию всех остальных видов. Душа сама в себе заключает в возможности истину, которая развивается под влиянием разнообразных условий. Таким образом, у Чербери ясно выражена идея априорного знания, которому Чербери приписывает признаки всеобщности и необходимости, почти в том же значении, какое впоследствии придал им Кант.
Чербери сформулировал пять основных положений деизма. Из-за рационалистических установок обвинялся в атеизме (наравне с Гоббсом и Спинозой).
Джон Локк, опровергая концепцию врожденных идей, имеет в виду не столько Декарта, сколько Чербери.

## Семья
28 февраля 1599 года 15-летний Эдвард Герберт женился на своей кузине Мэри, дочери сэра Уильяма Герберта (1554—1593). У супругов было двое сыновей, Ричард (ок. 1600—1655), который сменил его на посту 2-го барона Герберта из Чербери, и Эдвард.

## Труды
- «De veritate», 1624
- «De causis errorum», 1645
- «De religione gentilium errorumque apud eos causis», 1645 — сравнительное исследование религий.